# Djànsug Kakhidze
Djànsug Kakhidze (en georgià: ჯანსუღ კახიძე, Tbilisi, Geòrgia, 26 de maig de 1935 - Idem., 7 de març de 2002) va ser un director d'orquestra i cantant georgià. Kakhidze va ser director musical de l'Orquestra Simfònica de l'Estat de Geòrgia durant dues dècades, a partir de 1973. És el pare del compositor i director d'orquestra Vakhtang Kakhidze.
El 1958 Kakhidze es va graduar a la Facultat de Direcció Coral del Conservatori Estatal de Tbilisi. A partir de 1963 va assistir als cursos de postgrau d'òpera i orquestres simfòniques sota la direcció d'Odysseas Dimitriadis a la mateixa institució. Això va ser seguit d'un entrenament a Moscou sota la direcció del director ucraïnès-francès Igor Markevitch. De 1982 a 2002, Djànsug Kakhidze va ser director artístic i director en cap del Teatre d'Òpera i Ballet de Tbilisi. Les representacions d'òpera publicades sota la seva direcció incloïen: Salome, Don Giovanni, Boris Godunov, Il trovatore, Otello, Rigoletto, Cavalleria rusticana, Gianni Schicchi i L'elisir d'amore. El 1989, Kakhidze va construir una nova sala per a la música simfònica a Tbilisi, que també incloïa el Centre de Música i Cultura de Tbilisi. Allà, l'any 2000, va fundar el primer cor de nois professionals a Tbilisi per desenvolupar encara més les arts escèniques clàssiques a Geòrgia. El 1993, Kakhidze va fundar la nova Orquestra Simfònica de Tbilisi i la va dirigir fins a la seva mort el 2002.